# 訴訟代理人
訴訟代理人（そしょうだいりにん）とは、訴訟手続において、訴訟代理権を有し、本人のために訴訟追行をする者をいう。

## 民事訴訟における訴訟代理人

### 日本における訴訟代理人
民事訴訟においては、訴訟上の代理人のうち、法定代理人以外の本人の意思によって選任される任意代理人で、訴訟追行のための包括的代理権を持つ者のことをいう。大きく分けて、訴訟委任による訴訟代理人と法令による訴訟代理人に分けられる。

#### 訴訟委任による代理人
特定の訴訟における訴訟追行のために、本人から訴訟代理権を付与された者のことをいい、狭義の訴訟代理人である。
原則として、弁護士でなければ訴訟代理人となることはできない（弁護士代理の原則、民事訴訟法54条1項本文）。
簡易裁判所においては、司法書士のうち簡裁訴訟代理等関係業務を行うのに必要な能力を有すると法務大臣に認定された者（認定司法書士）にも訴訟代理権が認められている（司法書士法3条1項6号・2項）。
また、簡易裁判所においては、裁判所の許可を受けた第三者が、訴訟代理人となることが例外的に認められている（民事訴訟法54条1項ただし書。通常は当事者の家族や従業員が想定されている。）。
認定司法書士および許可代理人は、上級審において引き続き代理することは認められていないから、これらの者が選任された事件であっても、上訴された場合には上級審においては弁護士による代理が必要である。
特許、実用新案、意匠又は商標に係る特許庁の審決又は決定の取消に関する訴訟については弁理士にも訴訟代理権が認められている（弁理士法6条）。さらに、特定侵害訴訟代理業務試験に合格した弁理士には、知的財産権等侵害訴訟事件において、弁護士との共同受任を条件として、訴訟代理権が認められている（弁理士法6条の2）。

#### 法令による訴訟代理人
法律の規定により訴訟代理権が認められる一定の地位を有する者のことをいう。
法律上の地位に基づく者として、支配人（商法21条1項、旧38条1項）、船舶管理人（商法698条1項）、船長（商法708条1項）、特許管理人 (特許法8条) が法令による訴訟代理人に当たる。
また、訴訟ごとに法務大臣が国の代理人として訴訟を担当させた職員（国の指定代理人、法務大臣権限法2条1項）も、法令による訴訟代理人に当たる。

### 弁護士強制主義をとる国

#### ドイツ
ドイツでは弁護士強制主義がとられており、訴訟代理人の訴訟代理権は反訴、再審、復代理人の選任、和解、請求の放棄・認諾など、すべての訴訟行為に及ぶことを原則としている（ドイツ民事訴訟法81条）。その上で、和解、請求の放棄・認諾に限り、当事者の意思で訴訟代理権から除外できるとしている（ドイツ民事訴訟法83条1項）。
弁護士強制主義に対しては、弁護士数の激増と質的水準の低下などの問題も指摘されている。

#### フランス
フランスでも少額事件を管轄する小審裁判所（Tribunal d’instance）を除き、訴訟代理人として弁護士の選任を義務付ける弁護士強制主義が採用されている。

## 刑事訴訟における訴訟代理人
刑事訴訟においては、被告人の包括的な代理人のことをいうことがある。
ただ、刑事事件における被告人と弁護人の関係についても、これを代理として考える代理説（代理人説）があるが、理論的にも実質的にも妥当でなく保護者とみるべきという批判がある。